# فرانك لوي (رجل أعمال)
فرانك لوي (بالإنجليزية: Frank Lowe)‏ هو شخصية أعمال بريطاني، ولد في 1941 في مانشستر في المملكة المتحدة.